# Hanna Diyab

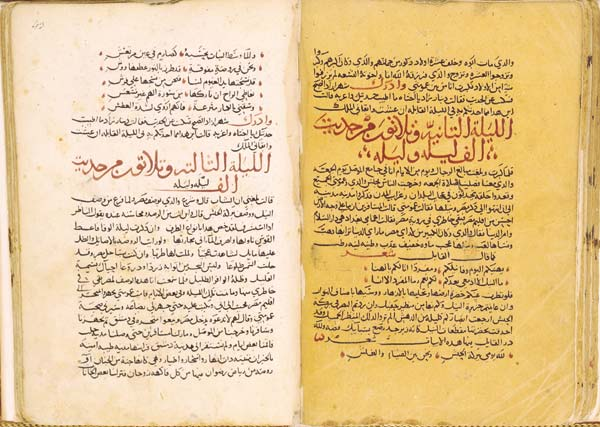
Älteste bekannte Handschrift der Tausendundeinen Nacht (arabisches Manuskript des 15. Jahrhunderts)

Hanna Diyab hieß mit vollem Namen Antun Yusuf Hanna Diyab (arabisch اَنْطون يوسُف حَنّا دِياب, DMG Anṭūn Yūsuf Ḥannā Diyāb). Er wurde um das Jahr 1688 in Aleppo geboren, zur Zeit des Osmanischen Reiches. Dort hielt er sich die meiste Zeit seines Lebens auf und starb auch in jener Stadt nach dem Jahr 1763.
Hanna Diyab lebte als maronitischer Christ und war ein syrischer Geschichtenerzähler und Schriftsteller. Er erdachte sich die Geschichten Aladin und die Wunderlampe und Ali Baba und die vierzig Räuber. Beide wurden weltweit populär als Bestandteile des Geschichtenzyklus Les mille et une nuits (Tausendundeine Nacht), wie er im frühen 18. Jahrhundert durch den französischen Orientalisten Antoine Galland veröffentlicht worden war.
Lange Zeit war Diyab nur aus den Erwähnungen seines Vornamens „Hanna“ bekannt, den Antoine Galland in seinem Tagebuch vermerkt hatte. Im Jahr 2015 wurde allerdings eine Übersetzung des arabischsprachigen Manuskripts von Diyabs autobiografischer Reiseerzählung veröffentlicht. Dies erweiterte das bisherige Wissen über sein Leben.
Diyabs Geschichten und Erzählstil entsprechen weit verbreiteten internationalen Märchentypen. Sie wurden als erstes nicht auf Arabisch, sondern auf Französisch veröffentlicht. Dies geschah, indem sie von Galland als angeblich originale Teile der Tausendundeinen Nacht zugefügt wurden. Diyabs Erzählungen werden oft fälschlicherweise als traditionelle arabische Volksmärchen betrachtet. Die Literaturwissenschaft geht dementgegen davon aus, dass sie seine kreativen Fähigkeiten als orientalischer Erzähler, seine Mehrsprachigkeit und seine ausgedehnten Reisen in der Welt des damaligen Orients und Okzidents widerspiegeln. Ein anderes Beispiel dafür stellt Diyabs Reiseerzählung dar, Von Aleppo nach Paris: die Reise eines jungen Syrers bis an den Hof Ludwigs XIV.
Literaturwissenschaftliche Bewertungen haben ergeben, dass Diyabs Beiträge zu Les mille et une nuit von großer Bedeutung für dieses Werk der Weltliteratur sind. Die in zahlreiche Sprachen übertragenen Ausgaben von Tausendundeine Nacht enthalten insgesamt zehn Geschichten von Hanna Diyab. Sie gelten teilweise als inspiriert von seinem Leben. Diyab wird als der „Mann“ bezeichnet, „der die Nächte unsterblich machte.“ Darüber hinaus gilt sein autobiografischer Reisebericht als eine Art Schelmenroman und literaturhistorischer Glücksfall. In diesem Werk erwies sich Diyab als neugieriger Beobachter mit wachem Blick für das Neue und Interessante in den „Ländern der Christen“. Er schilderte seine Erlebnisse zwischen den Kulturen als Angehöriger einer orientalischen Bevölkerungsschicht, die im Vergleich zu seinen europäischen Zeitzeugen weit weniger privilegiert war.

## Leben
Hanna Diyab wurde um das Jahr 1688 als Sohn einer einfachen maronitisch-christlichen Familie geboren. Sein Geburtsort war die bedeutende Handelsstadt Aleppo im damals osmanischen Syrien. Schon früh verlor er den Vater. Als junger Mann arbeitete Diyab für französische Kaufleute, die in Aleppo Handelsniederlassungen unterhielten. Er lernte dabei die Sprachen Französisch und Italienisch. Gemäß der Tagebucheinträge von Antoine Galland verfügte Diyab weiterhin über Kenntnisse in Provenzalisch und Türkisch.
Als älterer Halbwüchsiger trat Diyab das Noviziat in einem maronitischen Kloster an, das im Libanon lag. Nach kurzer Zeit verließ er es jedoch schon wieder. Mit knapp 20 Lebensjahren kehrte er am Beginn des Jahres 1707 nach Aleppo zurück. Dort kam er mit dem Forschungsreisenden Paul Lucas zusammen. Im Auftrag des französischen Königs Ludwig XIV. unternahm Lucas eine Reise in den Orient, um Antiquitäten für den Hof zu beschaffen. Er lud Diyab ein, für ihn als sein Diener, Assistent und Dolmetscher zu arbeiten und schließlich mit nach Frankreich zu kommen. Darüber hinaus stellte Lucas in Aussicht, dass Diyab eine Anstellung an der Königlichen Bibliothek in Paris finden könnte.
Die beiden Reisenden verließen Aleppo im Februar des Jahres 1707. Zuerst gelangten sie über die Städte Tripoli, Sidon und Beirut nach Zypern und Ägypten. Von dort ging es weiter nach Libyen und Tunesien. Daraufhin segelten sie mit Zwischenstation Korsika bis nach Livorno. Nach Aufenthalten in Genua und Marseille erreichten sie schließlich Paris zu Beginn des Jahres 1708.
Lucas und Diyab durften zu einem Besuch im königlichen Schloss Versailles vorstellig werden. Dort wurden sie von Ludwig XIV. und seinem Hofstaat empfangen. Während jenes Besuchs erregte Diyab einiges Aufsehen. Das hatte nicht zuletzt zwei Gründe. Erstens ließ ihn Lucas in syrischer Nationaltracht auftreten. Zweitens musste Diyab einen Käfig halten, in dem zwei Springmäuse aus Tunesien bestaunt werden konnten. Nach dem Empfang in Versailles lebte Diyab für ungefähr zwei Jahre in der französischen Hauptstadt. Die in Aussicht gestellte Festanstellung blieb ihm jedoch verwehrt. Deshalb kehrte er im Jahr 1710 nach Aleppo heim.
Wieder in seiner Geburtsstadt, stieg der Weitgereiste in das Tuchhändler-Geschäft seines Bruders Abdallah ein. Diyab heiratete im Jahr 1717. Er lebte schließlich „als Familienvater und gestandener alter Tuchhändler im Basar von Aleppo.“ Erst im Jahr 1763 fand er Muße und Antrieb, um seine autobiographische Reiseerzählung aufzuschreiben. Irgendwann danach starb Hanna Diyab in Aleppo. Der Zeitpunkt seines Todes und der Standort seines Grabes sind unbekannt.

## Tausendundeine Nacht
Hanna Diyabs bleibender Beitrag zur Weltliteratur hängt eng zusammen mit den Leistungen des französischen Orientalisten Antoine Galland. Letzterer hatte in der Bibliothèque du Roi eine eigenständige arabische Handschrift gefunden, die von den fantastischen Abenteuern eines Seefahrers erzählte, der aus der nordarabischen Stadt Basra stammte. In Paris übersetzte Galland aus dieser Textvorlage die Geschichte von Sindbad dem Seefahrer in die französische Sprache in den Jahren 1696 bis 1698. Galland schaffte es, einen Verleger für diese Arbeit zu finden. Bald lag die Druckvorlage seiner Übersetzung bei einer Druckerei und ihr Druck stand unmittelbar bevor. Doch da ließ er das Druckvorhaben plötzlich stoppen. Galland hatte nämlich erfahren, dass die Sindbad-Geschichte bloß eine einzelne Erzählung unter vielen wäre, gemeinsam vereint in der arabischsprachigen Geschichtensammlung ʾalf laila wa-laila (Tausendundeine Nacht). Sofort setzte Galland alle ihm möglichen Hebel in Bewegung, um nach jener Geschichtensammlung zu fahnden.
Am 13. Oktober des Jahres 1701 bekam Galland endlich einen Brief von einem Freund, der in Aleppo lebte. Er berichtete, dass er eine Ausgabe von ʾalf laila wa-laila ausfindig gemacht hätte. Noch am gleichen Tag erreichte auch die entsprechende Lieferung die Stadt Paris. Sie enthielt drei gebundene Bücher in Handschrift. Die Texte stammten aus dem Jahr 1450, werden heute Galland-Handschrift genannt und unter den Signaturen MS arabe 3609, MS arabe 3610 und MS arabe 3611 in der Pariser Bibliothèque Nationale aufbewahrt. Die drei schmalen Bücher der Galland-Handschrift beinhalteten nur die Erzählungen von der ersten bis zur zweihundertzweiundachtzigsten Nacht. Von der letzten Geschichte, die von einem gewissen König Kamarassaman handelte, fehlte zudem der größte Teil. Die unmittelbaren arabischsprachigen Folgebände von Gallands Handschrift blieben bis heute verschollen. Möglicherweise hatte der Abbruch der Erzählung der zweihundertzweiundachtzigsten Nacht auch das Ende jenes Schreibprojekts bedeutet und es gab niemals mehr als die drei aufgefundenen Bücher.
Obwohl seine Ausgabe von ʾalf laila wa-laila offensichtlich sehr unvollständig war, machte sich Galland an die Übersetzung der Geschichten aus Tausendundeiner Nacht. Allerdings hielt er sich nicht streng an die Textvorlage. Stattdessen passte Galand die Textinhalte den Vorlieben und Erwartungen seines französischen Publikums an. Derlei Eingriffe entsprachen den normalen Gepflogenheiten damaliger französischer Übersetzungsarbeiten. Für den Geschmack der französischen Salons des beginnenden 18. Jahrhunderts erarbeitete Antoine Galland weniger eine genaue Übersetzung der ʾalf laila wa-laila als eher eine gefällige französische Nachdichtung namens Les Mille et Une Nuits. Der erste Band erschien im Jahr 1704 und der letzte erst im Jahr 1717, nachdem Galland bereits gestorben war.
Mit den insgesamt zwölf Bänden der Les Mille et Une Nuits hatte es Galland tatsächlich geschafft, Geschichten für alle eintausendeins Nächte zu präsentieren. Obwohl er ursprünglich bloß Stoff für die ersten zweihundertzweiundachtzig Nächte besaß. Demzufolge konnte Galland seine Arbeit nur abschließen, indem er sich aus anderen Quellen neue Geschichten erschloss. Nachdem er die zweihundertzweiundachtzigste Nacht übersetzt hatte, füllte er die noch unerzählten und fehlenden Nächte mit anderweitigen Erzählungen. Die Vorlagen fand er in den arabischsprachigen Handschriften der Bibliothèque du Roi, unter denen er einst schon auf Sindbad den Seefahrer gestoßen war. Doch auch der Geschichtenfundus der Bibliothèque war begrenzt. Bald benötigte Antoine Galland weitere Erzählungen. An dieser Stelle begann der Einsatz von Hanna Diyab.
Galland lernte Diyab in Paris kennen, im Jahr 1709. Sehr wahrscheinlich erzählte Diyab seine Geschichten schon in französischer Sprache. Sie wurden während des Erzählens von Galland direkt schriftlich festgehalten, flossen ihm geradezu gleich „in die Feder“. Auf Diyab gingen sowohl Aladdin und die Wunderlampe als auch Ali Baba und die Vierzig Räuber zurück. Eine Reihe weiterer Geschichten stammte ebenfalls von ihm. Für Diyabs Erzählungen gab es keine schriftlichen Vorlagen. Offenbar waren sie von ihm extra für Galland neu erfunden oder zumindest aus dem Gedächtnis nacherzählt worden.
Während seines Aufenthalts in Paris traf Diyab am Sonntag, dem 17. März 1709, zum ersten Mal den Orientalisten Antoine Galland. Gallands Tagebuch enthält ausführliche Zusammenfassungen von sechzehn Geschichten, die Diyab ihm am 25. März erzählte. In der Folge fügte Galland zehn dieser Geschichten als Fortsetzung seiner zuvor erschienenen französischen Übersetzung eines unvollständigen arabischen Manuskripts von Tausendundeiner Nacht hinzu. Diese Fortsetzungen enthalten einige der Geschichten, die in der späteren Rezeption des Werks besonders populär wurden. Diyab hatte diese und mehr als ein Dutzend andere Geschichten Galland in Paris erzählt, der sie daraufhin als angeblich authentische Teile des Geschichtenzyklus auf Französisch veröffentlichte. Gallard konnte damit die ersten Bände seiner erfolgreichen Übersetzungen um weitere ergänzen, ohne dass Diyab jemals von diesem Plagiat seiner Geschichten erfuhr.
Aufgrund von Diyabs Beiträgen, „die in der enthusiastischen Rezeption von Gallands Werk die größte Rolle spielen“, nannte der Islamwissenschaftler Ulrich Marzolph Diyab „den Mann, der die Nächte unsterblich machte.“ Die folgende Aufstellung von Marzolph führt diejenigen Geschichten in englischer Bezeichnung auf, welche Diyab Antoine Galland erzählt hatte und die später größtenteils in Gallands ''Les mille et une nuits'' erschienen:
| Datum (in 1709) | Titel                                                  | Aarne–Thompson classification systems Typus | Nummer bei Galland | Nummer bei Chauvin |
| --------------- | ------------------------------------------------------ | ------------------------------------------- | ------------------ | ------------------ |
| 25. März        | 'several very beautiful Arabic tales'                  |                                             |                    |                    |
| 5. Mai          | Aladdin                                                | 561                                         | Band 9.2           | No. 19             |
| 6. Mai          | Qamar al-dīn and Badr al-Budūr                         | 888                                         |                    |                    |
| 10. Mai         | The Caliph’s Night Adventures                          | Frame tale, containing the following three  | Band 10.1          | No. 209            |
| 10. Mai         | Blind Man Bābā ʿAbdallāh                               | 836F*                                       | Band 10.2          | No. 725            |
| 10. Mai         | Sīdī Nuʿmān                                            | 449                                         | Band 10.3          | No. 371            |
| 10. Mai         | Alī al-Zaybaq                                          | Short mention only                          |                    |                    |
| 13. Mai         | The Ebony Horse                                        | 575                                         | Band 11.3          | No. 130            |
| 15. Mai         | The Golden City                                        | 306                                         |                    |                    |
| 22. Mai         | Prince Ahmed and the Fairy Perī-Bānū                   | 653A+465                                    | Band 12.1          | No. 286            |
| 23. Mai         | The Sultan of Samarkand and His Three Sons             | 550+301                                     |                    | No. 181            |
| 25. Mai         | The Two Sisters Who Envied Their Cadette               | 707                                         | Band 12.2          | No. 375            |
| 27. Mai         | The Ten Viziers                                        | 875D*                                       |                    | No. 48             |
| 27. Mai         | Ali Baba                                               | 676+954                                     | Band 11.1          | No. 241            |
| 29. Mai         | Khawājā Hasan al-Habbāl                                | 945A*                                       | Band 10.4          | No. 202            |
| 29. Mai         | Alī Khawājā and the Merchant of Bagdad                 | 1617                                        | Band 11.2          | No. 26             |
| 31. Mai         | The Purse, the Dervish’s Horn, the Figs, and the Horns | 566                                         |                    |                    |
| 2. Juni         | Hasan the Seller of Herbal Tea                         |                                             |                    |                    |

## Rezeption
Ungeachtet seiner Leistungen als begabter Geschichtenerzähler und Quelle für besonders beliebte Geschichten fand Diyab weder im Frankreich des 18. Jahrhunderts noch lange Zeit danach Anerkennung: Er wurde im 1712 veröffentlichten Reisebericht von Lucas, den Diyab seinen „Meister“ nannte, überhaupt nicht und in Gallands Tagebuch lediglich als „der Maronit Hanna aus Aleppo“ erwähnt. Diyabs Autobiografie zufolge befürchtete Galland, dass Diyab eine Stelle in der Königlichen Bibliothek bekommen könnte, für die er sich selbst beworben hatte, und Galland habe deshalb entschieden, Diyab nach Aleppo zurückzuschicken.
Nach der ersten Übersetzung des autobiographischen Reiseberichts ins Französische diente diese als Vorlage für eine deutsche Version, die 2016 unter dem Titel Von Aleppo nach Paris veröffentlicht wurde. Die Literaturwissenschaftler Ruth B. Bottigheimer und Paulo Lemos Horta argumentierten aufgrund ihrer Untersuchungen der Tagebücher Gallands sowie von Diyabs Autobiografie, dass dieser als der ursprüngliche Autor einiger der von ihm überlieferten Geschichten angesehen werden muss. Darüber hinaus vermuten sie, mehrere der Geschichten seien teilweise von Diyabs eigenem Leben inspiriert worden, denn sie ließen Parallelen zu seiner Autobiografie erkennen. Weiterhin erlaube die Autobiografie umfassende Einblicke in weitere Aspekte von Diyabs Welt, obwohl sie möglicherweise nicht nur Diyabs eigene Erfahrungen widerspiegelt, sondern auch sein erlerntes Wissen über die Orte und Kulturen, denen er begegnete, sowie über sein Geschick in der mündlichen Erzähltradition des Nahen Ostens. So betonte auch eine Rezension in der Frankfurter Allgemeinen Zeitung die dramaturgischen Einfälle des Autors, indem er im Stil der Tausendundeinen Nacht „Informationen zurückhält, Schicksalswendungen und Nebenstränge verfolgt.“
In seinem ausführlichen Nachwort zur deutschen Ausgabe von Diyabs Reisebericht nennt der französische Historiker Bernard Heyberger diesen „dank seiner erzählerischen Qualitäten, der reichhaltigen Beobachtungen und der Vertrautheit, die er mit dem Leser durch die Schilderung seiner Eindrücke und Gefühle herstellt, ein einzigartiges Dokument.“ Dabei betont er den persönlichen Stil Diyabs, der durch die lebhafte Redeweise des orientalischen Erzählers geprägt sei und bei volkstümlichen Versammlungen in den Kaffeehäusern und Gärten Aleppos beliebt war. Mit Hinweis auf Diyabs einfache soziale Herkunft, sein Ichbewusstsein und seine Darstellung der europäischen Personen und Begebenheiten stellt der Reisebericht laut Heyberger ein frühes Beispiel in der syrischen Literatur für die Perspektive „von unten nach oben, [aus] dem Standpunkt des Subalternen“ dar. Durch seine frühe Bekanntschaft mit europäischen Kaufleuten und ihren Sprachen fühlte sich Diyab nicht stets als lediglich einer völlig andersartigen, orientalischen Kultur zugehörig. Vielmehr habe er zahlreiche Erlebnisse als selbstsicherer Mittelsmann beschrieben, der im Dienste von respektablen europäischen Reisenden und Wissenschaftlern auftrat.

## Ausgaben und Bearbeitungen
- Diyab, Hanna, Von Aleppo nach Paris: die Reise eines jungen Syrers bis an den Hof Ludwigs XIV. ; unter Berücksichtigung der arabischen Handschrift aus der französischen Übertragung übersetzt von Gennaro Ghirardelli, Berlin: Die Andere Bibliothek, 2016, ISBN 978-3-8477-0378-5
- Diyab, Hanna, Ali Baba und die 40 Räuber – neu erzählt. Erzählt von Judy Winter. Audio-Download. Leipzig: Zweitausendeins, 2022, ISBN 978-3-96318-166-5
- Dyâb, Hanna, Min Halab ila Baris: Rihla ila Bilat Luwis Arrabi' 'Ashir, ed. by Mamede Jarouche and Safa A.-C. Jubran (Beirut/Baghdad: Al-Jamal, 2017) [Kritische Edition auf Arabisch]
- Diyāb, Ḥannā, The Book of Travels, hrsg. von Johannes Stephan, übersetzt von Elias Muhanna, 2 Bände (New York: New York University Press, 2021)
- Ulrich Marzolph und Anne E. Duggan, 'Ḥannā Diyāb's Tales', Marvels & Tales 32.1 (2018), 133–154 (part I); 32.2 (2018) 435–456 (part II) [Englische Übersetzung von Gallands Version der Erzählungen Diyabs].
- 'Hanna Diyab Tales, as transcribed by Galland in his Diary', übersetzt von Ulrich Marzolph und Anne E. Duggan, hrsg. von Paulo Lemos Horta, in The Annotated Arabian Nights: Tales from 1001 Nights, trans. by Yasmine Seale, ed. by Paulo Lemos Horta (New York: Liveright, 2021), S. 523–96, ISBN 978-1-63149-363-8.
- Katalogeintrag und Digitalisat der Vatikanischen BibliothekSbath.108 [ein Manuskript, das wahrscheinlich von Diyab geschrieben wurde].
- Katalogeintrag und Digitalisat der Vatikanischen Bibliothek, Sbath.254 [Diyab's Autobiografie-Manuskript als digitales Faksimile].